# Município de Beaver (condado de Noble, Ohio)
Localização do Ohio nos E.U.A.
O município de Beaver (em inglês: Beaver Township) é um município localizado no condado de Noble no estado estadounidense de Ohio. No ano 2010 tinha uma população de 767 habitantes e uma densidade populacional de 10,09 pessoas por km².

## Geografia
O município de Beaver encontra-se localizado nas coordenadas 39° 54′ 06″ N, 81° 16′ 36″ O. Segundo o Departamento do Censo dos Estados Unidos, o município tem uma superfície total de 76 km², da qual 75,74 km² correspondem a terra firme e (0,34 %) 0,26 km² é água.

## Demografia
Segundo o censo de 2010, tinha 767 pessoas residindo no município de Beaver. A densidade de população era de 10,09 hab./km².